# Филлипс, Муш
Муш Фи́ллипс (англ. Mouche Phillips; 23 марта 1973, Сидней, Новый Южный Уэльс, Австралия) — австралийская актриса.

## Биография
Муш Филлипс родилась 23 марта 1973 года в Сиднее (штат Новый Южный Уэльс, Австралия).
Муш дебютировала в кино в 1986 году, сыграв роль Бити Бау в фильме «Играя в Бити Бау». В 2009—2010 года Филлипс играла роль мисс Тейлор в телесериале «H2O: Просто добавь воды». Всего она сыграла в 18-ти фильмах и телесериалах.
В 2002—2010 года Муш была замужем за Сайем Милманом. У бывших супругов есть трое детей.

## Избранная фильмография
| Год       |   | Русское название        | Оригинальное название | Роль           |
| --------- | - | ----------------------- | --------------------- | -------------- |
| 1986      | ф | Играя в Бити Бау]       | Playing Beatie Bow    | Бити Бау       |
| 1989—1990 | с | Домой и в путь          | Home and Away         | Вив Ньютон     |
| 2009—2010 | с | H2O: Просто добавь воды | H2O: Just Add Water   | мисс Тейлор    |
| 2011      | с | Спецотдел по спасению   | Rescue: Special Ops   | Леони Карр     |
| 2014      | с | Секреты и ложь          | Secrets & Lies        | Ванесса Тёрнер |